# Dušan Čkrebić
Dušan Čkrebić (serbe cyrillique Душан Чкребић ; 7 août 1927 - 7 avril 2022) est un homme politique serbe. Il est Premier ministre, président de l'Assemblée et président de la Serbie , membre de la Ligue des communistes de Yougoslavie et allié de Slobodan Milošević.

## Biographie
À la suite de la purge du parti communiste serbe par Milošević et de la consolidation inconstitutionnelle du pouvoir au sein de la république, le Comité central de la Ligue des communistes de Yougoslavie répond en organisant des votes de confiance en 1988. Čkrebić, largement considéré comme un allié de Milošević, est le seul membre en exercice à perdre son vote de défiance et démissionne du Comité ,. Milošević lui-même échappe à un vote similaire parce qu'il dirige le parti communiste de Serbie.
Il est mort à Belgrade, en Serbie, le 7 avril 2022, à l'âge de 94 ans .